# اسکندر آزناووروف
اسکندر آزناووروف (ترکی آذربایجانی: İsgəndər Söhrab oğlu Aznaurov; ۱۶ اوت ۱۹۵۶ – ۱۸ آوریل ۱۹۹۳) قهرمان ملی جمهوری آذربایجان است، که در جنگ قره باغ کشته شد.

## اوایل زندگی
اسکندر آزناووروف ۱۶ اوت سال ۱۹۵۶ در روستای قلعه‌آسیای شهرستان بخارا در کشور ازبکستان چشم به جهان گشود. آموزش متوسطه اش را بین سالهای ۱۹۶۳ تا ۱۹۷۳ پشت سر گذاشته و برای گذراندن خدمت سربازی خود عازم چرکسک اوکراین شد. او دانش‌آموخته دانشکده آبیاری و مهندسی ماشین‌آلات کشاورزی تاشکند در سال ۱۹۸۳ بود. سپس وی فعالیت‌های شغلی خود را در همان شهر آغاز نمود.

## خدمت سربازی
بعد از تعرض ارتش ارمنستان به بخش قره‌باغ جمهوری آذربایجان، در سال ۱۹۹۲ اسکندر آزناووروف به‌طور داوطلبانه به صفوف نیروهای مسلح جمهوری آذربایجان پیوست. او در طی نبردها به تعداد زیادی از مواضع نظامیان ارمنی آسیب‌هایی جدی وارد کرده و چندین انبار مهمات آن‌ها را منهدم ساخت. قبل از شروع یک عملیات در بهار ۱۹۹۳، اسکندر آزناووروف به وسیلهٔ شلیک گلولههای توپ یک پایگاه نیروهای ارمنستان را نابود کرد، که این امر نیز منجر به تعیین جایزه نقدی برای سر او از سوی ارمنستان شد.
اسکندر آزناووروف در ۱۸ آوریل ۱۹۹۳، در جریان نبردی که در حوالی ده «اروکداش» شهرستان گدابیگ اتفاق افتاد، کشته شد.

## خانواده
اسکندر آزناووروف متأهل و سه فرزند را دارا بود.

## نشان
- به موجب فرمان ۲۶۲ ریاست جمهوری آذربایجان به تاریخ ۱۵ ژانویه سال ۱۹۹۵، پس از مرگش از اسکندر آزناووروف با اهدای نشان قهرمان ملی آذربایجان تقدیر شد.[۴]
- در سال ۱۹۹۸، پس از مرگش به او «مدال ستاره طلایی» اعطاء شد.

## بزرگداشت
- در سال ۲۰۱۳، فیلمی موسوم به «قهرمانان دژ غیرقابل تصرف» دربارهٔ زندگی‌نامه و کارنامه نظامی اسکندر آزناووروف و ۳ دیگر قهرمان ملی اهل گدابیگ، مظاهر رستموف، الهام علی‌اف، و آیتکین محمدوف، ساخته شده‌است.[۵]
- مدرسه شماره ۱ در روستای «کور» شهرستان شمکور آذربایجان وامدار اسم اسکندر آزناووروف می‌باشد.